# راجشواری ساچدف
راجشواری ساچدف (انگلیسی: Rajeshwari Sachdev، زاده ۱۴ آوریل ۱۹۷۵) بازیگر زن اهل کشور هند است.
وی بازیگر فیلم‌هایی همچون بودای کوچک، سمر، سرداری بگم، سبهاس چاندرا بوس و اسب هفتم خورشید بوده است. ساچدف برنده جایزه ملی فیلم بهترین بازیگر زن نقش مکمل در سال ۱۹۹۶ شده است.